# Niewiaża
Niektóre z zamieszczonych tu informacji wymagają weryfikacji.
Dokładniejsze informacje o tym, co należy poprawić, być może znajdują się w dyskusji tego artykułu.
 Po wyeliminowaniu niedoskonałości należy usunąć szablon [[Szablon:Dopracować|]] z tego artykułu.

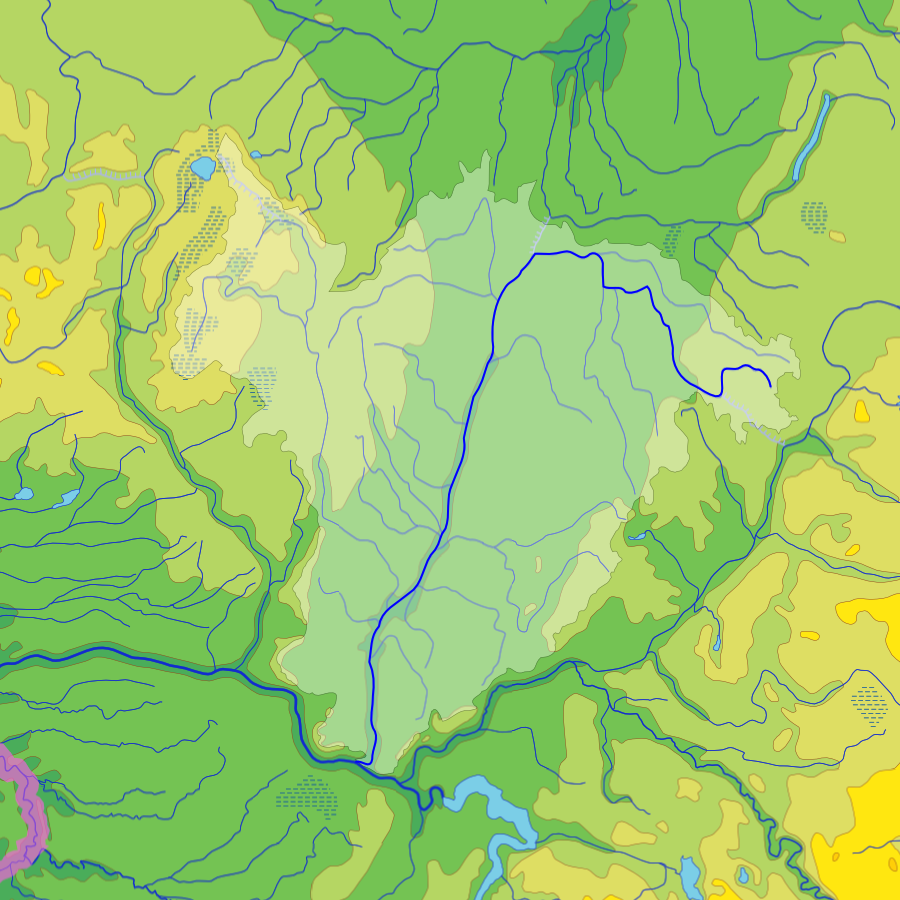
Obszar basenu rzeki.

Niewiaża (lit. Nevėžis) – szósta co do długości rzeka Litwy, jeden z głównych dopływów Niemna, będący historyczną granicą Żmudzi i Auksztoty. Długość 209 km (druga co do długości rzeka w całości na Litwie), powierzchnia zlewni – 6140 km². Uchodzi do niej około 70 dopływów, największymi z nich są: 
- dopływy lewobrzeżne:
  - Alantas
  - Joda
  - Upita
  - Linkava
  - Abela
  - Barupė
  - Gynia
- dopływy prawobrzeżne:
  - Juosta
  - Kiertyń
  - Lauda
  - Kruostas
  - Datnówka
  - Smilga
  - Szuszwa
  - Aluona
  - Strūna

Niewiaża jest pierwowzorem rzeki Issy opisanej przez Czesława Miłosza w powieści Dolina Issy.